# Fairview Cemetery
Il Fairview Lawn Cemetery è un cimitero situato nella città canadese di Halifax, in Nuova Scozia, famoso soprattutto per essere il luogo di sepoltura di molte vittime del naufragio del Titanic; è situato nel quartiere North End di Halifax, a nord di Windsor Street.

## Storia
Nel luogo in cui attualmente si trova il Fairview Cemetery, nel 1750 fu costruito un fortino per difendere Halifax dagli attacchi dei Mi'kmaq. In seguito, nel sito furono costruite alcune aziende. Nel 1893 la società privata Fairview Lawn Cemetery Limited comprò il terreno per costruirvi un cimitero non confessionale, dal momento che il Camp Hill Cemetery, situato nel centro di Halifax, era ormai a corto di spazio. Il cimitero divenne di proprietà della città di Halifax solo nel 1944. Nel Fairview Cemetery sono stati sepolti numerosi cittadini di Halifax del XX secolo, di cui alcuni di origine greca o cinese. Nel cimitero vi è anche una fossa comune, dove sono sepolte gran parte delle vittime dell'esplosione di Halifax del 1917.

## Vittime delTitanic

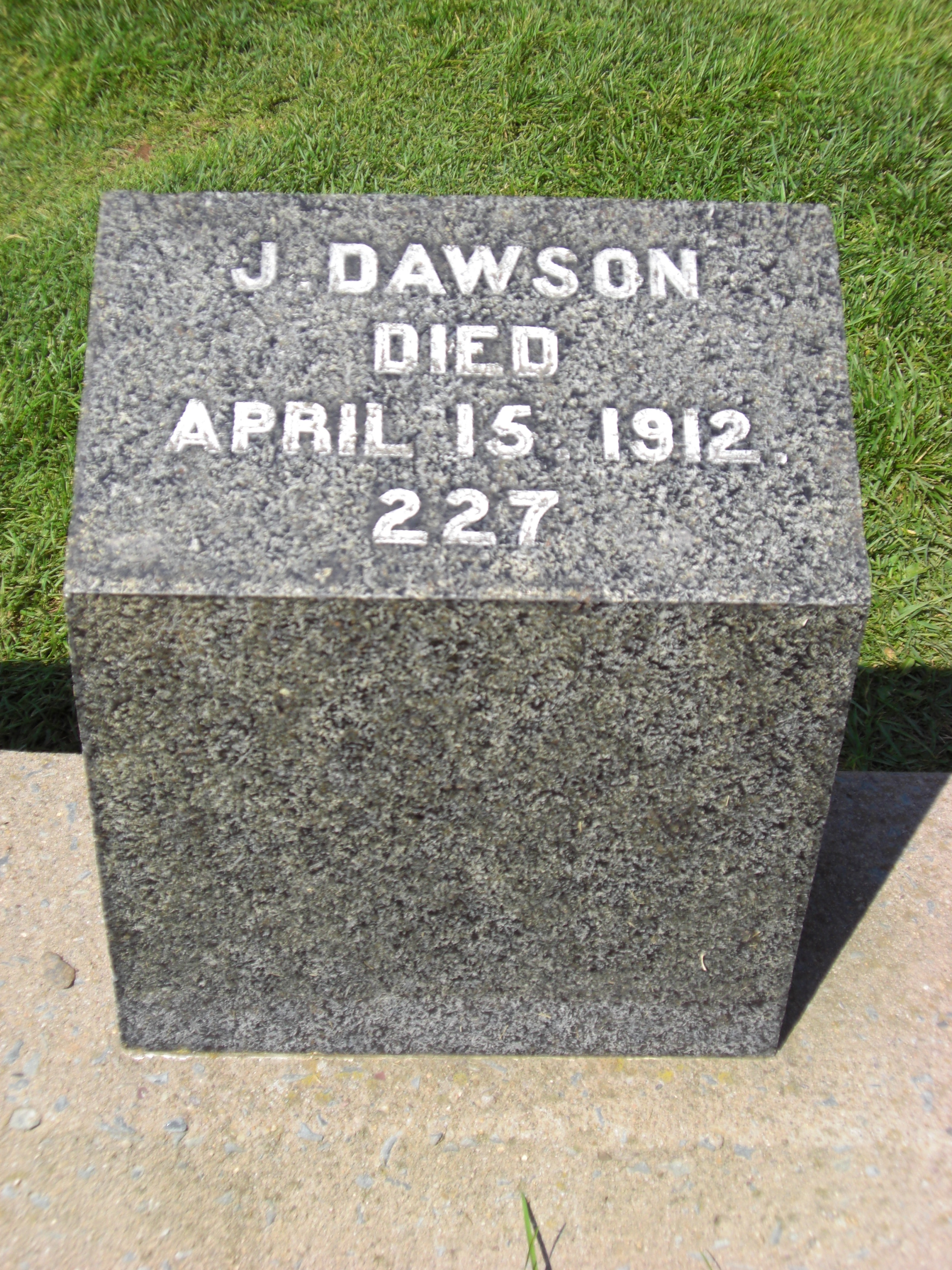
La tomba di Joseph Dawson

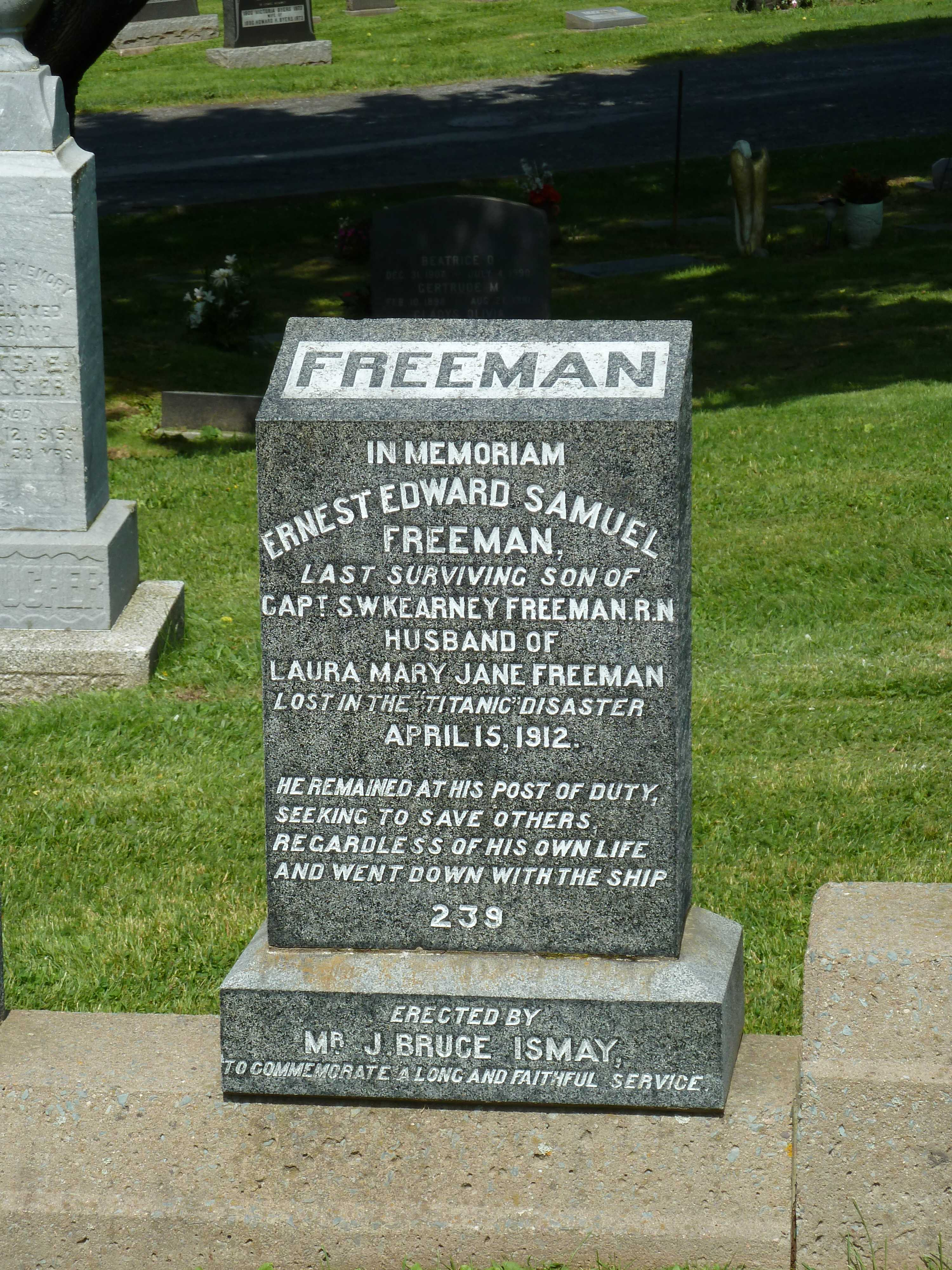
La tomba dello steward Ernest Edward Samuel Freeman

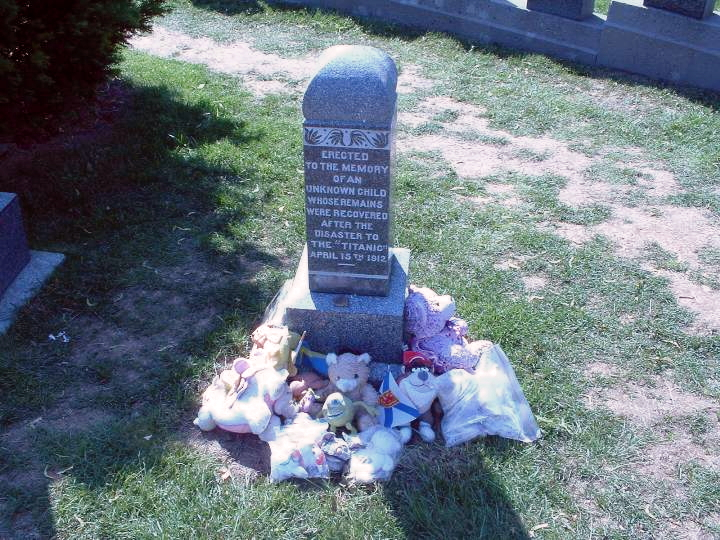
La tomba del "bambino sconosciuto"

Ben 121 delle oltre 1500 vittime del celebre naufragio del piroscafo Titanic, affondato nell'Oceano Atlantico nelle prime ore del 15 aprile 1912 a seguito dell'impatto contro un iceberg, sono sepolte nel Fairview Cemetery. Quasi tutte le tombe sono in granito grigio con incisa la data di morte, insieme al nome (solo per le vittime identificate) e/o al numero identificativo del cadavere. Qui è possibile trovare un elenco completo delle vittime del Titanic sepolte al Fairview Cemetery.
La tomba probabilmente più nota al pubblico è quella che riporta la scritta in memory of an unknown child, in italiano "in memoria di un bambino sconosciuto", in cui è sepolto un bambino di poco più di un anno di età la cui identità era inizialmente ignota. Nel 2002 un test del DNA reso pubblico dalla serie televisiva americana Secrets of the Dead, trasmessa da PBS, identificò il bambino come il finlandese Eino Viljami Panula, morto sulla nave a tredici mesi assieme alla madre Maria e ai suoi quattro fratelli.
Nel 2007, a 95 anni di distanza dal naufragio, dopo altri studi effettuati sui resti del piccolo, si poté appurare con certezza che il corpicino non appartiene ad Eino Panula, bensì a Sidney Leslie Goodwin, un bambino inglese di diciannove mesi, anch'egli morto sul Titanic con tutta la sua famiglia (padre, madre e cinque fratelli).
Un'altra tomba celebre è quella che riporta scritto il nome "J. Dawson". Dopo l'uscita del celebre e pluripremiato film Titanic del 1997 di James Cameron, in molti hanno preso d'assalto la lapide scattandole foto o ricalcandola su carta, ritenendo che fosse la tomba di un passeggero di nome Jack Dawson, omonimo del protagonista maschile del film, interpretato da Leonardo DiCaprio, al quale Cameron avrebbe potuto essersi ispirato. Quest'ultimo è in realtà un personaggio inventato, frutto dell'immaginazione del regista, ed in tale tomba è invece sepolto Joseph Dawson, un ingrassatore irlandese morto in servizio sulla nave.
Sono stati sepolti in questo cimitero anche l'autista di Hudson Joshua Creighton Allison, George Swane, lo steward di terza classe William Denton Cox, che morì mentre stava scortando i passeggeri di terza classe verso le scialuppe di salvataggio, e il direttore del ristorante À la carte, l'italiano Gaspare "Luigi" Gatti.